# Conquista cromwelliana dell'Irlanda
La conquista cromwelliana dell'Irlanda si riferisce alla presa della nazione irlandese da parte dei britannici avvenuta durante la Guerra dei tre regni. Il loro esercito (New Model Army) sbarcò in Irlanda nel 1649. La conquista dell'isola fu completata nel 1653.
Al tempo dell'invasione l'Irlanda era sotto il controllo della Confederazione cattolica; in Gran Bretagna imperversava la guerra civile tra realisti (sostenitori di Carlo I, chiamati Cavalier) e parlamentaristi (sostenitori del Parlamento di Londra, chiamati Roundheads), guidati dal comandante Oliver Cromwell. Nel 1648 l'Irlanda confederata aveva stipulato un'alleanza con i realisti (la fazione che sosteneva re Carlo I, detta anche dei Cavalier). Però nel 1649 i Cavalier furono sconfitti da Cromwell durante lo scontro interno della Guerra civile inglese e re Carlo I fu condannato a morte.
Dopo la decapitazione di Carlo I, i Roundheads (i parlamentaristi) attaccarono l'Irlanda. Durante il primo anno di guerra l'esercito fu comandato da Oliver Cromwell. L'armata inglese occupò l'isola e pose fine alle guerre confederate irlandesi. Successivamente i vincitori modificarono le leggi penali irlandesi in modo da colpire i cattolici, che costituivano la maggioranza della popolazione, confiscando loro beni e terreni. La conquista operata dai parlamentaristi fu brutale: a tutt'oggi Cromwell è una delle figure storiche più odiate dagli irlandesi. L'effettiva responsabilità di Cromwell circa le atrocità commesse dall'esercito inglese sono ancora oggetto di dibattito. Alcuni storici sostengono che il comportamento tenuto da lui e dai suoi soldati fosse in linea con quello comunemente accettato in tempo di guerra e che fosse stato poi enfatizzato dai propagandisti della causa cattolica. Queste teorie sono a loro volta oggetto di discussione.
Innegabile è l'enorme impatto che la guerra ebbe sulla popolazione irlandese. Le stime non sono univoche, ma si parla della morte di una percentuale variabile dal 15-25% fino alla metà della popolazione.

## Le motivazioni
Il Parlamento d'Inghilterra, vinta la guerra civile interna, spedì le proprie armate in Irlanda nel 1649 e questo per una serie di ragioni:
- esisteva un'alleanza firmata in quello stesso anno fra i membri dell'Irlanda confederata, Carlo II d'Inghilterra che era stato esiliato e i Cavalier. Questi avrebbero dovuto recarsi in Irlanda, coscrivere le truppe dell'Irlanda confederata, metterle sotto il comando di James Butler, I duca di Ormonde e tornare in Inghilterra dove avrebbero dovuto combattere i parlamentaristi e rimettere il re sul trono. Questa era una minaccia che, ovviamente, il nuovo Commonwealth of England non poteva ignorare.
- gli inglesi avevano già mandato uno svariato numero di truppe in Irlanda durante la Guerra dei tre regni, specialmente nel 1647, sotto il comando di Michael Jones (morto nel dicembre 1649), e consideravano l'isola come un altro pezzo del territorio inglese che potevano governare di diritto e che solo grazie alla ribellione irlandese del 1641 avevano perso temporaneamente.
- parte dell'opinione pubblica inglese era favorevole a un attacco contro gli irlandesi per punirli dei massacri che avevano compiuto otto anni addietro.
- alcune città irlandesi, come Wexford e Waterford, erano servite come basi per la partenza di navi corsare che avevano razziato le navi inglesi per tutto il decennio[4].
- per tutto il decennio il Parlamento aveva raccolto prestiti secondo l'Adventurers Act per svariati milioni di sterline allo scopo di sottomettere l'Irlanda garantendo ai creditori che sarebbero stati ripagati con il denaro proveniente dalle confische che avrebbero operato una volta vinto.
- Cromwell e molti altri Parlamentari erano dei Puritani, che consideravano i cattolici alla stessa stregua degli eretici e questo dava alla spedizione un certo alone religioso. D'altro canto il Papa aveva finanziato i Confederati irlandesi molto a lungo.

## Svolgimento

### Lo sbarco e l'assedio di Drogheda
Il 2 agosto 1649, presso Dublino, si combatté la battaglia di Rathmines. Gli Irlandesi Confederati ed i Cavalier combatterono contro i Roundheads, lo scontro venne vinto dai parlamentaristi inglesi che, in questo modo, si aprirono la strada per la conquista del paese. Prima di quella data l'ultimo avamposto dei Roundheads era stata Dublino, posta sotto il controllo di Michael Jones, i Confederati quindi attaccarono con lo scopo di privare gli inglesi dell'unico porto a loro disposizione, ma Jones, con un attacco a sorpresa, li costrinse alla rotta. Mentre Cromwell si preparava ad attraccare, Robert Blake si preoccupava di bloccare quel che rimaneva della flotta irlandese, capitanata da Rupert del Palatinato di stanza presso Kinsale. In questo modo Cromwell poté attraccare il 15 agosto con trentacinque navi cariche di uomini ed equipaggiamento ed altre lo seguirono il giorno dopo.
Le truppe comandate da Ormonde andarono in ritirata verso Dublino a ranghi rotti, con il morale basso e incapaci, a causa della sconfitta, ad affrontare un'altra battaglia campale nel breve termine.
Al generale non restò quindi che asserragliarsi nelle città fortificate ancora in loro possesso sulla costa est e sperare di tenerle fino a che le malattie e la fame non avessero iniziato ad indebolire il nemico. Una volta entrato in Irlanda Cromwell si preoccupò di prendere le altre città costiere così da garantirsi un adeguato supporto in termini di viveri ed altri generi di prima necessità, la prima a cadere fu Drogheda, una cittadina a circa 50 km da Dublino. Allora dentro la città c'erano circa 3 000 soldati irlandesi comandati da Arthur Aston (1590-1649), ma nulla poterono contro le truppe inglesi che assaltarono le mura entrando in città. Una volta dentro, i Parlamentaristi presero la maggior parte degli uomini di stanza e dei preti cattolici e li massacrarono dietro ordine di Cromwell, anche a molti civili toccò di morire durante il sacco e lo stesso Aston pare sia morto picchiato a morte con la propria gamba di legno alla notizia che all'interno di essa vi fossero nascoste delle monete d'oro.
La notizia del massacro compiuto a Drogheda, con il racconto dell'omicidio dei soldati ed anche di alcuni che si erano arresi o avevano cercato rifugio nelle chiese, fece il giro dell'isola suscitando ovunque orrore ed indignazione ed è ricordato ancora oggi come uno degli esempi della crudeltà di Cromwell. Ad onor del vero va riferito che alcuni storici oggi credono di poter considerare quei comportamenti in linea con le politiche dell'Assedio in voga in quegli anni.
Una volta presa la città Cromwell spedì 5 000 uomini verso l'Ulster sotto il comando di Robert Venables (1613 circa-1682) perché scacciasse ciò che restava dei Covenanti scozzesi che si erano stanziati in quella regione nel 1642. I due eserciti si fronteggiarono nella battaglia di Lisnagarvey del 6 dicembre 1649, gli inglesi vinsero ancora riunendosi alla guarnigione di stanza a Derry, comandata da Charles Coote, I conte di Mountrath (1610 circa-17 dicembre 1661).

### Il completamento della conquista dell'isola
A quel punto il New Model Army marciò verso sud per prendere le città portuali di Wexford, Waterford e Duncannon. A Wexford, in ottobre, si era consumato un duro assedio che aveva visto gli inglesi irrompere nella guarnigione mentre le trattative per la resa erano ancora in corso, saccheggiandola ed uccidendo soldati e civili in gran numero e alla fine gran parte della città venne data alle fiamme. Le responsabilità di Cromwell su quanto accaduto sono ancora oggi oggetto di disputa, se da un lato erano sue le trattative che si stavano discutendo dall'altra fece anche poco per mantenere le proprie truppe all'ordine o per punirle dopo che Wexford era stata data alle fiamme.
Del resto si può sostenere che la distruzione della città non fu utile, in sé stessa, alla causa dei Parlamentaristi, poiché dal punto di vista concreto il suo porto non fu più utilizzabile e questo significò minor rifornimenti ricevibili dalla madre patria. D'altro canto si potrebbe pensare che vi possa essere stato un certo vantaggio nel lungo termine, l'asprezza delle azioni compiute e lo sprezzo per le conseguenze, anche quelle di carattere più materiale come quella appena vista, avrebbero potuto scoraggiare future forme di resistenza. Ormonde considerò che la brutalità degli uomini di Cromwell ebbe un effetto paralizzante sui suoi uomini, città come New Ross e Carlow si arresero non appena vennero cinte d'assedio, altri luoghi invece videro un aumento della volontà di resistere, forse pensando che, in quanto cattolici, sarebbero stati uccisi in ogni caso.
Waterford, Duncannon, Galway, Clomnel e Limerick si arresero solo dopo aver tentato di resistere, le prime due non poterono essere conquistate subito e Cromwell fu costretto ad ordinare alle truppe di ritirarsi nei quartieri invernali, dove molti soldati morirono per malattia, specialmente di tifo e dissenteria. Solo nel 1650 i due centri vennero finalmente conquistati. La primavera del 1650 l'esercito inglese si appropriò delle ultime città fortificate rimaste, in primis quella di Kilkenny, roccaforte realista, solo nella tarda primavera il New Model Army trovò difficoltà durante l'assedio di Clonmel. In quell'occasione il primo attacco inglese venne respinto e furono migliaia gli uomini che vennero uccisi e ci volle un mese, fino a maggio, perché la città accettasse la resa.
Il comportamento di Cromwell in quest'occasione fu diverso da quello tenuto a Drogheda o Wexford, nonostante i molti morti decise di rispettare comunque i termini della resa, che prevedevano la possibilità per i cittadini di mantenere le loro proprietà e di avere salva la vita oltre all'evacuazione delle truppe irlandesi che avevano prestato la loro difesa. Può darsi che questo cambio di registro fosse un altro tentativo di ammorbidire e soprattutto stroncare la resistenza locale. È anche vero però che ne Drogheda ne Wexford avevano visto la negoziazione di un accordo e all'epoca la sua mancanza poteva giustificare l'assenza di grazia per i civili ed i militari, se così fosse Cromwell si sarebbe limitato, di volta in volta, ad applicare le regole vigenti.
A quel punto ad Ormonde restava solo Munster, ma questi cadde a causa di un ammutinamento della guarnigione locale di stanza a Cork, lì le truppe protestanti stavano già combattendo per i Parlamentari dal 1648 e più volte si erano scontrate con i Confederati. L'ammutinamento diede a Cromwell la padronanza quasi totale della regione e l'ultima sacca di resistenza fu sconfitta il 10 maggio 1605 nella battaglia di Macroom.
I Confederati ed i Realisti indietreggiarono quindi oltre il fiume Shannon, nella regione del Connaught.

### La resistenza e la sconfitta
Nel maggio di quell'anno Carlo II d'Inghilterra ruppe l'alleanza che il padre aveva stretto con i Confederati, preferendo allearsi con i Covenanti scozzesi, alleanza che venne ratificata dal Trattato di Breda (1650). Questo cambio di direzione minò profondamente la leadership di Ormonde alla guida della coalizione Confederata-Realista che stava combattendo e Cromwell ne approfittò immediatamente. Ai Realisti di fede protestante vennero proposti vantaggiosi termini di resa e furono molti quelli che finirono per capitolare o per passare, addirittura, dalla parte dei Parlamentaristi. Le uniche forze che rimasero in campo furono dunque i cattolici irlandesi e qualche Realista irriducibile, a complicare le cose vi furono diversi vescovi, e con loro l'intera gerarchia ecclesiastica a scendere, che si chiesero se fosse opportuno accettare di essere guidati da Ormonde, quando loro stessi erano stati rinnegati dal suo re.
In quello stesso mese Cromwell tornò in Inghilterra per combattere nella terza guerra civile inglese contro la nuova alleanza Realista-scozzese, lasciando il comando dell'Irlanda a Henry Ireton. Nel mese di giugno si combatté un'altra aspra battaglia, questa volta nell'Ulster, fra l'esercito della regione, che aveva appena perso il suo comandante Owen Roe O'Neill, che era stato sostituito da Heber MacMahon (1600-luglio o settembre 1650), e le forze Parlamentariste. L'esercito irlandese si scontrò con i soldati di Charles Coote presso Donegal ed in quel caso MacMahon si dimostrò tragicamente non all'altezza, gli uomini dell'Ulster vennero infatti sconfitti e dispersi con una perdita di circa 2 000 militari, anche gli ufficiali ebbero un destino tragico, molti di loro, fra cui lo stesso MacMahon, vennero catturati ed uccisi. Questa sconfitta eliminò dalla scena l'ultimo contingente in grado di opporsi fermamente ai Parlamentari e non solo, la regione dell'Ulster andò saldamente in mano inglese. I mesi di luglio e agosto videro gli uomini di Coote impegnati nell'assedio di Charlemont ed una volta conquistata la città, nonostante le perdite subite, gli inglesi si diressero a sud, per conquistare la costa ovest.
Nel mese di ottobre i Parlamentaristi attraversarono lo Shannon entrando nel Connaught, un'armata irlandese comandata da Ulick Burke, I marchese di Clanicarde (1604-luglio 1657) provò a fermarli presso Meelick Island, l'esercito locale fu sconfitto ed i suoi uomini dispersi. Ormonde dal canto suo aveva visto la propria credibilità scemare, corrosa dall'inesauribile corso di sconfitte subite e ormai aveva perso la fiducia dei propri sottoposti, in particolare quella dei Confederati. Nel mese di dicembre Ormonde partì per la Francia e venne sostituito da Clanicarde che si trovò a dover comandare un esercito ingabbiato entro la riva ovest dello Shannon e che vedeva le sue ultime speranze nella difesa delle città di Galway e Limerick. Queste due città erano dotate di sistemi difensivi moderni e non avrebbero potuto essere prese con un assedio tradizionale, che era stato sufficiente per Drogheda o Wexford, Ireton assediò la prima, mentre Coote si occupò della seconda, ma nessuno di loro poté godere di un immediato successo. Incapaci di ottenere la vittoria con le maniere forti mantennero l'assedio in forma stretta, bloccando ogni entrata od uscita così da prendere gli assediati per fame o malattia. In luglio da sud arrivò un contingente che aveva il compito di soccorrere Limerick, ma fu intercettato e sconfitto nella battaglia di Knocknaclashy. Limerick resistette fino al 1651, Galway fino al 1652.
La malattia che avrebbe dovuto stroncare gli irlandesi alla fine si abbatté anche sugli inglesi che morirono a centinaia durante l'assedio.

## Le conseguenze

### I costi ed i risvolti sociali
La caduta di Galway segnò la fine della resistenza organizzata alle truppe di Cromwell, ma le azioni di guerriglia non terminarono con la fine della città portuale. Questa fase del conflitto iniziò verso la fine del 1650 e un anno dopo, nonostante le pesanti perdite subite, si stima che vi fossero ancora circa 30 000 uomini armati in giro per l'Irlanda.
Combattenti che erano vicino ai Confederati combatterono su ogni tipo di terreno, dalla palude di Allen ai Monti Wicklow nel sud, e sui Drumlin del nord rendendo le strade del paese estremamente pericolose. Ireton spedì degli uomini sui monti Wicklow per sconfiggere gli irregolari, ma senza successo e nei primi mesi del 1651 i convogli inglesi faticavano a viaggiare sicuri se appena si allontanavano dalla loro base militare di riferimento. Dal canto loro i Parlamentari tagliarono i viveri e buttarono fuori dalle loro case i civili sospettati di aiutare la resistenza.
John Hewson (morto nel 1662) distrusse magazzini pieni di viveri a Wicklow, Kildare, Burren e lo stesso fece il colonnello Cook nella contea di Wexford, il risultato fu lo scoppio di una violenta carestia aggravata dall'arrivo di un'epidemia di peste Con l'aumento della resistenza gli inglesi decisero, nell'aprile 1651 di dichiarare la contea di Wicklow come una sorta di free-fire-zone, un luogo dove chiunque vi si fosse trovato avrebbe potuto essere preso come prigioniero ed ucciso ed essere privato dei suoi beni che sarebbero andati ai nemici. Questa tattica che aveva già funzionato nella Ribellione di Tyrone terminata nel 1603 fece un numero incredibile di prigionieri che furono spediti a lavorare per il Commonwealth sotto un regime di Servitù debitoria, gli irlandesi così catturati andarono nelle Americhe o nelle Indie Occidentali o più lontano ancora.
Questa fase del conflitto fu di gran lunga la più dispendiosa in termini di vite umane, la guerra, la fame e la peste, secondo le stime di William Petty (economista) in dieci anni di scontri l'Irlanda aveva perso circa il 40% della sua popolazione rispetto a quando ancora la guerra non era scoppiata. Moltissimi di questi erano cattolici ed una buona parte erano morti per cause riconducibili agli scontri in atto nel paese
Nel 1652 i Parlamentari resero noti i termini di resa e questo rese possibile a diversi soldati di andare a servire in paesi che non fossero in guerra con l'Inghilterra, molti si diressero quindi in Francia o in Spagna. Il mese di maggio vide la resa dei gruppi di guerriglia rimasti nel Connaught, Munster e Leinster secondo i termini dell'accordo firmato in quell'occasione a Kilkenny. Le poche forze realiste e confederate rimaste si arresero l'anno seguente, questo però non tolse tutte le sacche di resistenza, una certa guerriglia diffusa continuò ad imperversare per tutto il resto del decennio producendo una forte insicurezza a livello nazionale.

### La confisca delle terre
Il nuovo regime imposto da Cromwell fu duro, soprattutto per i cattolici, questo perché costoro erano profondamente invisi all'establishment protestante dell'epoca ed anche perché si era ansiosi di punire i locali per la ribellione irlandese del 1641 durante la quale erano stati massacrati dei protestanti che si erano stabiliti nell'Ulster. Tutti coloro che avevano partecipato alla Ribellione del 1641 furono giustiziati, i Confederati invece videro le loro terre confiscate e centinaia di loro furono portati nelle Indie occidentali a regime di servitù debitoria. I cattolici che non avevano combattuto si videro comunque confiscati i beni anche se gli fu concesso il diritto di reclamare delle terre nel Connaught. La religione cattolica venne bandita e furono offerti dei premi a coloro che avessero catturato dei preti.
Cromwell procedette alla distribuzione delle terre confiscate che vennero spartite fra tutti i debitori dei Parlamentaristi, per ripagare i sottoscrittori dello Adventurers Act del 1640, poiché coloro che avevano investito nella guerra dovevano essere ripagati, si mise mano Lo stesso metodo si usò anche con i soldati che non fu possibile pagare in denaro e come risultato molti veterani del New Model Army andarono a vivere in Irlanda.